# ساده‌زیستی
ساده‌زیستی به‌معنی کاربرد روش‌های گوناگون برای ساده‌سازی سبک زندگی است. این موارد می‌تواند شامل کاهش دارایی‌ها یا افزایش خودکفایی باشد.

## در دوران معاصر
چند دهه است که جنبش ساده‌زیستی در اروپا و آمریکا شکل گرفته‌ و ایرانیانی نیز هستند که به این جنبش روی آورده‌اند.
برخی جامعه‌شناسان رشد جنبش زندگی ساده در جوامع غربی را واکنشی نسبت به مصرف‌گرایی و تلاشی برای استقلال یافتن از فشارهای اجتماعی فزاینده می‌دانند.

## ساده‌زیستی نسبی
هر چند که ساده‌زیستی یک سبک زندگی است اما به معنای آن نیست که این سبک زندگی، یک شیوه یکنواخت و یکسان برای همه باشد. هرکس با توجه به شرایط و نیازهای زندگی خود، می‌تواند نوعی از ساده‌زیستی را در زندگی خود پیاده کند. در واقع، هرچند که در این سبک زندگی تأکید به ساده‌زیستی و ساده‌گرایی و حذف زواید زندگی می‌شود ولی در یک جنبه خاصی از زندگی می‌توان این قواعد را بکار نبست. به بیان دیگر ساده‌زیستی قابلیت شخصی‌سازی را دارد؛ مثلاً هر چند که در این سبک زندگی به فرد توصیه می‌شود که از خرید لوازم غیر ضروری زندگی اجتناب کند، ولی این به معنی این نیست که می‌بایست بین خرید یک کنسول بازی ویدئویی و سبک زندگی ساده یکی را انتخاب کرد.